# North Scituate (Massachusetts)
North Scituate é um lugar designado pelo censo localizado no condado de Plymouth no estado estadounidense de Massachusetts. No Censo de 2010 tinha uma população de 5.077 habitantes e uma densidade populacional de 515,17 pessoas por km².

## Geografia
North Scituate encontra-se localizado nas coordenadas 42° 12′ 46″ N, 70° 45′ 59″ O. Segundo a Departamento do Censo dos Estados Unidos, North Scituate tem uma superfície total de 9.85 km², da qual 9.7 km² correspondem a terra firme e (1.58%) 0.16 km² é água.

## Demografia
Segundo o censo de 2010, tinha 5.077 pessoas residindo em North Scituate. A densidade populacional era de 515,17 hab./km². Dos 5.077 habitantes, North Scituate estava composto pelo 96.99% brancos, o 0.49% eram afroamericanos, o 0.06% eram amerindios, o 0.69% eram asiáticos, o 0.02% eram insulares do Pacífico, o 0.61% eram de outras raças e o 1.14% pertenciam a duas ou mais raças. Do total da população o 1.16% eram hispanos ou latinos de qualquer raça.